# 고등학생 운동
고등학생 운동(高等學生 運動)은 한국의 학생 운동 중 고등학생들의 조직적인 운동을 말한다. 시대적으로는 주로 1980년대 중반부터 1990년대 중반까지 민주화운동 등과 함께 전개된 운동을 가리키는 용어이다. 이름의 유래는 1987년 이후 중고등학생들이 조직화되는 과정에서 스스로의 운동을 가리켜 대학생 운동과 구별하여 "고등학생 운동"이라 부른 것이다. 약칭으로 "고운"이라고 부르기도 한다. 1987년을 고등학생 운동의 시작으로 보기도 한다.

## 역사와 성격
학생 운동 중에서도 고등학생들의 사회운동은 3·1운동, 광주 학생 항일 운동, 4·19 혁명 등에서 기원을 찾아볼 수 있다. 1980년대 고등학생 운동은 사회적 분위기와 대학생 운동, 민주화운동의 성장, 교육민주화운동 및 교사운동의 활성화 등을 배경으로 하여 등장했다.
고등학생 운동은 교육운동이자 학내 민주화운동이자 정치적인 고등학생 조직운동이었고, 민족민주운동, 민주화운동, 변혁운동의 일부로서의 성격을 갖고 있었다. 고등학생 운동의 내용은 학교 안에서는 직선제 학생회, 두발자유화, 보충수업철폐, 사학비리 척결, 성폭력 교사 해임 요구 등이 있었고, 사회적으로는 민주화운동, 민족문화운동 등에 함께하였다. 1987~88년 중고등학교 학생회를 직선제로 바꾸는 운동을 여러 학교에서 벌였고, 1989년 전교조 창립 당시 해직 반대 이슈로 가장 큰 규모의 운동을 전개했다. 전교조 창립 당시 운동했던 고등학생운동 활동가들은 자신들을 "참교육 1세대"라고 부르기도 했다.
1991년 강경대의 죽음 이후 일어난 분신 정국에서도 전남대 박승희, 안동대 김영균, 경원대 천세용 등의 대학생 분신자들도 고등학생운동의 경험이 있었다. 1991년 5월 18일, 전남 보성고 학생회 주최로 열린 5.18 기념행사 중 보성고 학생 김철수가 "참교육 실현", "노태우 정권 퇴진"을 외치며 분신하였고 6월 2일 사망하는 사건이 있었다. 이에 '김철수 학우 분신 고등학생 대책위원회'가 만들어져 결의대회 등을 열고 대규모로 노제를 열었다. 그 이전에도 1990년 6월 대구 경화여고 학생 김수경이 전교조 교사를 지지했다는 이유로 탄압을 받다가, 그리고 1990년 9월 충남 충주고 학생 심광보가 참교육 실현을 바란다는 유서를 남기고 목숨을 던져, 김수경, 심광보, 김철수 3인이 고등학생 운동의 열사로 열거되곤 한다.
학교와 정부의 여러 탄압을 받았고 1994년 고등학생 대상 잡지 《새날열기》와 청소년단체 샘이 국가보안법 위반 혐의로 기소되는 등의 공안탄압 사건 이후 1990년대에 소멸하였다.
고등학생 운동을 했던 사람들이 직접 쓰고 엮은 책으로 『고등학생운동사』(조한진희 외, 2025)가 있으며, 고등학생 운동을 소재로 한 문학작품으로 『나무에게서 온 편지』(하명희, 2014), 『모두 아름다운 아이들』(최시한, 1996), 『나는 언제나 술래』(박명균, 2016)등이 있다.

## 인물
다음과 같은 인물들이 고등학생 운동 출신으로 알려져 있다.
- 강위원(여민락공동체 대표)[4]
- 강주성 (시민운동가)[12]
- 김소연 (노동운동가)[13]
- 나경채(정치인, 전 노동당 대표, 현 정의당 공동대표)[4]
- 박용진 (정치인)(제20대 국회의원)[4][14]
- 안진걸(시민운동가, 참여연대)[15]
- 안수찬(언론인, 한겨레 기자)[15]
- 이영일(시민운동가, 흥사단)[16]
- 이오성(언론인, 시사IN 기자)[17]
- 이재정_(1974년)(변호사, 제20대 국회의원)[18]
- 전성원(언론인, 계간 황해문화 편집장)[19][20]
- 조한진희(시민운동가,작가)[21]
- 최병천(새정치민주연합 민병두 의원실 정책보좌관)[22]
- 홍기표(전 민주노동당 당직자)[4]
- 황순주(경기창작센터 기획사업부장)[4]
- 하명희(소설가)
- 박명균(작가)

## 참고 자료
- 양돌규, 《민주주의 이행기 고등학생운동의 전개과정과 성격에 관한 연구》, 성공회대학교 일반대학원 사회학과 석사학위 논문, 2006년.
- 전누리, 《고등학생운동 참여자의 사회진출에 관한 연구》, 성공회대학교 일반대학원 사회학과 석사학위 논문, 2016년.
- 공현·전누리, 《우리는 현재다 - 청소년이 만들어온 한국 현대사》, 빨간소금, 2016년.
- 이상호, 《여기 학생과 교사가 있다》, 장생거, 2017년.
- 조한진희 외, 《고등학생운동사》, 동녘, 2025년.
- 성하훈 (2007년 12월 4일). “거리로 나섰던 '고딩'들 "나이 먹어도 우린 운동가" - [청소년운동 20년] 87년 고등학생운동 1세대의 현재 모습”. 《오마이뉴스》.
- 최윤석 (2007년 12월 17일). “군사독재에 분노한 고교생들 "현실은 20년 전" - [청소년운동 20년-좌담회] 서고련으로 시작된 80년대 고등학생 운동”. 《오마이뉴스》.
- 고근예 (2006년 9월 20일). “[기획 - 청소년인권운동, 길을 묻다 ⑤] ‘8090’ 중고등학생운동을 말한다”. 《인권오름》. 2016년 1월 19일에 원본 문서에서 보존된 문서.